# Yerko Urra
Yerko Andrés Urra Cortés, noto semplicemente come Yerko  Urra (Mulchén, 9 luglio 1996), è un calciatore cileno, portiere del Deportes Temuco.

## Carriera

### Nazionale
È stato convocato dalla nazionale cilena per disputare la Copa América 2019.